# Pippo Cantarella
Pippo Cantarella, nato Giuseppe Cantarella (Siracusa, 13 Agosto 1944), è un ex pattinatore di velocità in-line italiano, campione di pattinaggio di velocità a rotelle. Tra il 1963 e il 1981 ha vinto 67 titoli italiani, 27 europei e 15 mondiali.

## Biografia

Pippo Cantarella

Sin da giovanissimo iniziò la pratica del pattinaggio di velocità raggiungendo subito risultati di grande rilievo. Nel corso della sua lunga carriera agonistica, durata dal 1963 al 1981, ottenne 67 titoli nazionali, 27 titoli europei e 15 titoli mondiali equamente suddivisi fra gare in pista e su strada. Ottenne tre record mondiali sulla distanza di un quarto di miglio, 500 metri e mezzo miglio. Il suo unico rimpianto è quello di non aver mai potuto vincere un titolo olimpico in quanto il suo sport non venne mai incluso fra quelli previsti da questa manifestazione.
Alla fine della sua carriera agonistica è stato commissario tecnico della nazionale italiana di pattinaggio dal 1992 al 1993.
Al 2011 allena, a Siracusa, giovani atleti di pattinaggio di velocità in-line.